# Dead Space (コミック)
『Dead Space』（デッドスペース）は、ゲーム『Dead Space：Extraction』および映画『Dead Space：Downfall』の前日譚となるコミック・ブック。映画の終了後、物語はコンピュータゲーム『Dead Space』に続く。イメージ・コミックが2008年に出版した本作は、ゲーム中の対話も執筆したアントニー・ジョンストンが脚本を手掛け、イラストはベン・テンプルスミスが手掛けた。コミックのアニメーション版は、2008年夏にXbox Live、PSNやさまざまなゲームレビューサイト（Gametrailers.comなど）からダウンロードできた。アニメーション版はDead Space：Extractionのボーナス資料としても利用できる。 

## バックストーリー
遠い未来、人類は地球の太陽系を超えた世界を植民地化した。200年前、マイケル・アルトマン（Michael Altman）という男が未知の起源のアーティファクト（「ブラックマーカー」（The Black Marker）として知られる）を発見し、人間の存在についての真実を教えたと思われる新宗教「ユニトロジー」（Unitology）を創始した。アルトマンは真実を隠蔽するために政府によって殺害されたと言われているが、この報告の真実性は未だに確認されていない。現在、別のコロニーで新たなマーカーが発見され、入植者の間で奇妙なことが起こっていた。本作はノイマンが劇中で何が起こっているかについての映像ログを作成する場面から始まるが、コミックは時折ノイマンの視点から外れ、彼がいなかった出来事を取り上げている。 

### 導入（ゼロ話）
このエピソードはアニメーションコミックとしてのみ利用可能であり、他のエピソードのように印刷物では利用できない。 
プラネットサイドセキュリティ（P-SEC）の職員アブラハム・ノイマン巡査部長とベラ・コルテス刑事は、リサという名前の測量士と死体安置所で働く夫のトムが住んでいるBブロックRow D4のアパート23での地元の騒動を捜査していた。ノイマンはドアを開こうとしたが、キーパッドがアクティブ状態になっていないことを発見した。彼はP-SECのマーラに連絡し、マーラは彼女の側からドアのロックを解除した。2人は（コルテスによれば悪臭がする）部屋に入り、そこで壁や床についた血痕を見つけた。ノイマンは、このような暴行事件はコロニーが始まってから3件しか起きていなかったのに、過去1週間で（これを含めて）32件目になると指摘している。コルテスはズタズタにされたリサの身体を発見し、彼女が驚いたことにリサの身体は動いた。彼女はマーラに電話をかけてトラウマチーム（救急医療班）を要請した。不意に身もだえしてうなり声を上げ始めたリサの遺体はコルテスの肩を突き刺し、ノイマンは武器を発射して応援を求めた。地面に投げ付けられた後にテーザー銃を見つけたノイマンは、それを使ってリサに衝撃を与えた。諜報員のジョーンズとマッケイブが到着すると、ネクロモーフ化したリサの身体が壁を飛び越える。ノイマンは長い日になるかもしれないと指摘した。 

### 第1話
第1話は、P-SECの非常に血まみれのアブラハム・ノイマン巡査部長が壁が血にまみれた部屋でセキュリティログを作成するところから始まる。彼はプラネットサイドの生存者がセキュリティログを見つけた場合、彼らは運命づけられており逃げることを気にするべきではないと語る。彼は、誰かがこのログを見つけた場合、彼らはコロニーを核攻撃するように命じるはずであるため「人類は同じ運命に苦しむことはない」と予告した。 
場面は5週間前のP-SECに戻る。ジェン・バローの採掘チームからの配信動画に映されていた赤いシンボルで覆われた二重らせん形の未知の構造物を見ていたマーラはノイマンからデートに誘われる。マーラは映像をP-SECのラウンジに繋ぎ、そこでノイマン巡査部長と彼の相棒のベラ・コルテス刑事、そして彼らの司令官が畏敬の念と当惑の中で見た。コルテスはバローに連絡し、この構造物は何だと考えているかどうかを尋ねた。バローは、「考えがめちゃくちゃだ」とだけ答えた。 
しばらくして、ノイマンとコルテスはラウンジエリア3でのランチに向かった。採鉱者のグループが例の発見について話しており、その内の一人は採掘準備が彼女がただの岩片であると考えているもののために停止されたことに腹を立てており、もう一人のユニトロジストはそれをマーカーであると考え、人間の死を超越した新しい生命への進化における次のステップであると考えていた。後者の信仰が侮辱されると、2人の採鉱者の間で乱闘が勃発する。ノイマンとコルテスが介入し、ノイマンはユニトロジーを好まないが、コルテスはユニトロジストであることが明らかになった。ノイマンがマーラと連絡が取れなかったことで2人の採鉱者は営倉に入れられることはなかった。 
一方、不眠症に苦しんでいる採鉱者が助けを求めてトム・シャレロ医師のオフィスに来ていた。シャレロはこの問題は石村のせいで採鉱者が栄光の機会を失ったことによって引き起こされた憂鬱であると考えていたが、採鉱者はそれは問題ではないと主張する。納得できない医師は、眠るのを助ける鎮静剤を処方した。採鉱者が去った後、医師の助手を務める看護師ケイティは、これで3日間で20人目の不眠症患者であると指摘し、医師は奇妙なことが起こっていることに同意する。 
後にユニオンスクエアで、一級VTMエンジニアでユニトロジストのディーコン・アボットは、仲間の信者の小集団に説教し、マイケル・アルトマンによる「最初のマーカー」の発見から200年が経過し、この未知の構造物はユニトロジーの真実を裏付けていると述べた。コルテスとノイマンも集会に参加する。しかしノイマンは、最初のものは黒であるのに新しいものは赤であると言いマーカーを発見したことに対して反論しコルテスを失望させた。アボットとノイマンはユニトロジーの信頼性について議論し、コルテスは彼女の仲間の信者の側についた。 
マーカーがある採掘場GL-426で、ナタリア・デシノフ率いる小規模の警備チームはマーカーの世話をするという彼らの任務に不平を述べていた。ナタリアはユニトロジストではないが、構造物は素晴らしい発見だと考えていた。彼女はコロニー管理者のハンフォード・カルトゥシアがマーカーの保護を望んでいると話した。 
一方、レベル5のウェストセクター手術室1が攻撃されたとの通報を受けてノイマンとコルテスは現場に向かった。デスクの後ろに隠れている看護師のケイティは、以前から不眠症を患っていた採鉱者がトム・シャレロ医師にレーザーカッターを突き付けて腕で拘束し、夜眠れない間に彼が見たことについてわめきたてていると指摘した。ノイマンは採鉱者をなだめてカッターを降ろさせようとするが、彼はカッターを乱暴に発射した。コルテスは採鉱者の肩を撃った後タックルして床へと押し倒して拘束し、ノイマンは解放されたシャレロの方へと向かった。感覚を取り戻したシャレロはケイティの胴体が半分に切断されたことに気づき恐怖した。 
しばらく前に、カルトゥシアは彼のオフィスにいて政府よりも上位の機関からの不特定の命令を受けたばかりの石村（Ishimura）のマティウス船長とビデオ通話で話をしていた。第三世代のユニトロジストであるカルトゥシアは、それがユニトロジーの教会を指していることを理解している。マティウスは石村が到着するまでマーカーを何が何でも保護する任務をカルトゥシアに割り当てる。カルトゥシアは構造物がマーカーと確認されたことを聞いて喜んだ。 
最後に、ディーコン・アボットと数人の仲間の信者は、自分達でマーカーを見るためにスパイを使った。仲間の希望に反してアボットは大胆にもマーカーに触れると、彼の亡き母が「彼ら」に「それ」を取らせないように彼に頼むビジョンを見た。目覚めた彼は「向こう側」を垣間見たと信じていた。 

### 第2話
トム・シャレロ医師はユニオンスクエアで記者会見に出席し、5年間彼の助手を務めた看護師のケイティの死を悼んだ。彼は、P-SECへの彼女の通報によって自身の命が救われたとし、彼は喜んで彼女の為にその命を交換したいと述べた。彼がそのようなことを発言している際に、ケイティが幻影として現れ、トムにはやるべきもっと重要なことがあり、彼が「彼らを止めなければならない」と言った。ショックでトムは取り乱し、演壇から連れ出された。 
その朝しばらくして、P-SECのアブラハム・ノイマン巡査部長はRow 7-Aのアパート35に住む相棒のベラ・コルテス刑事を訪問した。彼女は不眠症を患っており、過去3日間はシフトに遅刻していた。彼女は鎮静剤を服用しており、二人が逮捕した他の採鉱者と同じように鎮静剤が常に効くとは限らなかった。ノイマンはコルテスの信仰をからかうと、彼女は自分のアパートから彼を追い出した。 
一方、コロニーの管理者ハンフォード・カルトゥシアは、オフィスからビデオ通話を介して、ディーコン・アボットに対し彼の無許可のマーカー訪問を非難し、それが「重要な考古学的発見」であり、マーカーであるかどうか「まだ決まっていない」と主張していた。彼は、アボットが再びマーカーに近づけば地球に強制送還されると付け加えた。アボットは、仲間のユニトロジストが彼らの信仰の実践を妨害していることに激怒したが、カルトゥシアはマーカーから離れているだけで、彼らが「信仰を止める」ことは望まないと答えただけだった。カルトゥシアが電話を切った直後、シャレロ医師が彼に会いに来た。 シャレロは、カルトゥシアに不眠症の問題を彼らの「最優先事項」にするよう促し、マーカーの発見以降この（不眠症）問題が始まったことを指摘した。彼のマーカーの調査許可要請を拒否し出ていくよう求めたカルトゥシアであったが、シャレロが去る前にふとケイティの体がどこにあるのかを尋ねた。シャレロは遺体安置所にいると主張し、カルトゥシアになぜ尋ねたのかを聞くと、彼はシャレロを追い払った。 
採掘場GL-426で、ナタリア・デシノフは相棒のジェリーに発見の驚きを再び示した。そこにマーカーに近づくことを要求する人々のグループとともにディーコン・アボットが到着した。ナタリアは彼らを丁重に拒絶したが、アボットは彼が持つ「ビジョン」について彼女に話し、それはマーカーが「本物」であることを意味すると主張した。その後、彼は立ち入らせてくれるよう丁重に要求し、ナタリアはアボットはカルトゥシアが抜擢したという事実に言及し受け入れるが、ジェリーは拒否の姿勢を変えなかった。アボットはようやく引き下がりグループは祈るために警戒線の後ろにとどまると主張した。 
その間、シャレロ博士とノイマン巡査部長は採掘現場に向かっていた。シャレロは彼を助けてくれた巡査部長に感謝し、ノイマンは自身も「岩」についての疑いを持っているからだと主張した。シャレロは「それをマーカーと呼んでいないのを聞いて」喜んでおり、巡査部長は再びユニトロジーについての侮蔑を表明する。シャレロがコルテスについて尋ねると、ノイマンは彼女が他の採鉱者と同様に不眠症を患っており、仲たがいしていると主張した。しかし、仲たがいは「彼女の信仰が原因」かどうか尋ねられたとき、ノイマンは「いや、彼女が馬鹿だからだ」と答えた。 
シャレロとノイマンが発掘現場に到着する。初めてマーカーを見たノイマンは驚いた。 ナタリアは二人が近づくことを許さなかったが、ノイマンはアボットのグループの中にアパートで病に伏せていたと思っていたコルテスを見つけた。コルテスはアボットが代わりに採掘現場に行くようにと彼女に伝えており、そしてもう気分が良くなっていると答えた。再びコルテスとノイマンは彼女の信仰について議論を始め、ノイマンは「（彼の）妻が（彼らの）くそったれカルトの手に落ちた」と主張した。ノイマンは精神鑑定のためにコルテスをコロニーに連れ戻そうとするがアボットが彼を止め、ナタリアの警備グループはノイマンに対し彼が「礼拝集団の邪魔をした」ために立ち去るよう命じた。ノイマンは何が起きたのかをシャレロに尋ねるが、医者は彼がマーカーの近くにもう居たくないと言っただけだった。 
帰路の途中で、シャレロはあらゆる種類の測定値をスキャンしたにもかかわらずスキャナーは異常を検出しなかったことに気付き「科学に関する限りでは、それは単なる岩だ」とノイマンに伝えた。ノイマンは、彼が3つのコロニーでコルテスと仕事をしたこと、そして「本当に彼女ではなかった」と語った。彼はマーカーがこのすべての原因であると確信していると主張し、シャレロは「これは継続できない」と述べています。 
ノイマンがP-SECに戻ると、マーラは彼にマーカーの無許可の映像ログを見せた。彼女は輝くシンボルについて論評し、「ある種のコードまたは言語のように」一部は繰り返され、高度数学と類似していることに気が付いた。ノイマンはこれらの理論を笑い飛ばし、ユニトロジストが何世紀にもわたって最初のマーカーを解読しようとしたが無駄だったことを指摘した。マーラは、多分「必要なのは新鮮な視点だけ」と言った。 
同時に、カルトゥシアは彼のオフィスで警備員（および仲間のユニトロジスト）と話し、誰がその映像ログを作成したか知ることを望んだ。彼は警備員と彼のチームに対しナタリアのチームをマーカーの警護任務から外させ、彼女らが拒否した場合は逮捕するように命じた。 
その後、警備員と彼のチームは採掘現場に到着し、ナタリアに対し映像ログが彼女らの一人によって作られたというカルトゥシアの疑いのために全員が職務を解かれ逮捕されることを伝えた。これらすべての咎をはねのけたナタリアは突然プラズマカッターを引き抜き、警備員を殺した。ジェリーがナタリアを落ち着かせようとするとき、彼女は「彼らにそれを傷つけさせない」と言い、また彼らが彼女を殺しても「（彼は）彼女に再び会うだろう」と言った。ナタリアがジェリーに気を取られている隙に他の警備員の一人が彼女を殴って気絶させた。 
後にノイマンと彼の司令官はカルトゥシアにコロニーを避難させるよう促していた。カルトゥシアは採掘作業は既に数十億ドルの費用がかかっていたが、数人の採掘者が死亡したため惑星裂きの3週間前に放棄されただけであるため受け入れられないと返答し、更にマーカーは4日後にコロニーに持ち込まれ石村の到着時に同船に移されると付け加えた。ノイマンはマーカーがコロニーに持ち込まれることに怒りを表したがカルトゥシアに電話を切られた。ノイマンが司令官に何をすべきかを尋ねると、彼は単に「気を引き締めろ」と答えた。

### 第3話
エイブラハム・ノイマン巡査部長はシャレロ博士に「コロニーの半分が世界の終わりのように歩き回っている」と評した。シャレロはケイティの幽霊のビジョンを思い出した。彼は生涯に渡って無神論者かつ懐疑論者であり、そのビジョンは幻覚であると確信していたが、彼がスピリチュアルな人間であれば今頃祈っているだろうと主張した。ノイマンはブルーカラーの採掘者のグループが「岩の上で興奮」できる方法に戸惑っていますが、シャレロは、それが聖杯や話物についてそうすることと同じだと指摘した。彼は、ハンフォード・カルトゥシアがついにナタリア・デシノフへのアクセスを許可し、彼女に質問する予定だと付け加えた。 
一方、ディーコン・アボットは、車両整備ベイで多数のユニトロジストに話しかけている。彼はマーカーの目的と起源について「誰もが意見を持っている」が、ユニトロジーには真実がある、つまりマーカーは彼らに「話しかけている」と主張した。彼は、マーカーの発見以来採鉱者の間で感じられたうつ病の増加をその証拠として挙げ、マーカーは彼らに希死念慮を抱かせ、肉体の寿命は重要ではないことを「理解」させることで彼らに「準備」をさせていると語った。 
その後、シャレロ医師はナタリアの収容室に到着する。慌てふためいていた彼女は医者に毎晩、眠れなくても人を殺す夢を見ると伝えた。彼女は彼らが惑星を去らなければならないと言った後、シャレロを絞め殺そうとした。その後、収容室の警備員が中に入りナタリアを鎮圧する。ナタリアは、シャレロが信じられない様子で見ている間、彼に殺してほしいと懇願する。 
P-SECでマーラはアボットがスピーチを行う予定のユニオンスクエアに行くようにノイマンに伝える。アボットは、マーカーが今にもコロニーに移されようとしている事実に歓喜し、この「栄光の日」についてと彼らが「上昇し、神と一体になる機会」をどれほど待っているかについて群衆に伝え、「神の声を待つ」ように指示する。ノイマンは群衆の中にベラ・コルテス刑事を見つけ、アボットの発言を彼が狂っている証拠として引き合いに出し家に帰るよう再び説得を試みるがコルテスは聞き入れなかった。彼らが話している時にマーカーがコロニー内に置かれていることをノイマンに知らせた。突然、ユニトロジストの群衆の誰もが武器を引き出し、耳をつんざくような高音のノイズが聞こえ、エリア内に居たすべての人に痛みを引き起こした。アボットは群衆に「神の声に耳を傾け、準備する」ように命じ、その時点で群衆の中の誰もが銃を自分達の頭に向けた。ノイマンはコルテスに止めさせようとするが、彼女は「心配しないでブラハム。また近いうちに会いましょう」と落ち着いて答えた。群衆はアボットとコルテスとともに集団自殺した。この恐ろしい光景をオフィスから見ていたカルトゥシアは笑みを浮かべた。 
後に、P-SECの諜報員であるジョーンズとマッケイブがマーカーの確認に向かった。マーカーの輸送責任者であるフォアマン・バローは、輸送に関わった全員の体調が悪くなり1人は嘔吐し倒れたことを伝えた。バローはユニオンスクエアで何が起こったのか知らず、ジョーンズらは彼に事件を教えた。 
一方、マティウス船長は再びビデオ通話でカルトゥシアと話している。 彼は、石村が到着したときにユニオンスクエアの群衆の死体が「最高の状態」になるように凍結することを要求している。カルトゥシアは違いがあるかどうかを尋ねたが、マティウスは「備えあれば患いなしだ。教会のすべての臥位は同じように扱われる」 カルトゥシアは、船長が「（彼の）墓地を手に入れる」ことを保証し、船長は「彼らの」未来はそれにかかっていると述べ、カルトゥシアに「彼らを」落胆させないように促した。 
「メガベント」の各地では、技術者（後にキャメロン監督と名付けられた）がノイマンをベントに沿って案内し、彼がベント内で見つけた悪臭のする奇妙な塊を見せた。ノイマンがサンプルを収集しようとした時に突然塊が動き彼を驚かせた。その後、ベントからコロニー全体に流れ込むという技術者の警告にもかかわらずノイマンは「その通りだ」と答え塊を燃やし始めた。キャメロンは仕事を再開し、ノイマンは立ち去った。 
場面はP-SECに戻り、ジョーンズとマッケイブは最近の暴行や殺人事件の大規模なリストを見ており、前代未聞だと評している。ノイマンが到着し、ジョーンズとマッケイブがマーカーの状況を彼に知らせた。ノイマンはリストを見て、大量自殺を除いてその日は暴力的な犯罪は一切なかったことに気付いた。ノイマンはマーラについて尋ねると、彼らは彼女は頭痛で早退したと伝えた。 
一方、シャレロ医師は夫を心配して彼に電話をかけてきたフェンチャー夫人のアパートに到着する。彼女は、夫がマーカーを発見した発掘チームのメンバーの一人であり、それ以来人が変わったと主張している。フェンチャーの部屋に入ったシャレロは、マーカーのシンボルのような落書きや「アルトマンは称えられる」（Altman Be Praised）や「マーカーが私たちを自由にする」（THE MARKER WILL SET US FREE）などのフレーズで一面が覆われた壁を見つける。シャレロは部屋の隅にいて「鍵」と「死が答え」について狂気じみたようにわめくフェンチャーを見つける。シャレロが鎮静剤を投与するために近づいたとき、フェンチャーは彼の首を絞め始め「殺す！ 殺す！ 死！」と叫びだしたが、フェンチャー夫人によって鎮静剤を打たれためシャレロは救われる。シャレロはその後これをナターシャの事件及びユニオンスクエアの自殺と比較した。フェンチャー夫人は何が起こっているのか、そして彼女の夫が大丈夫かどうかを尋ねるが、シャレロは今のところ誰もそれを理解できないようだと答えた。 
カルトゥシアのオフィスでノイマンは再びコロニーの管理者に立ち向かい、作業を中止するよう要求した。カルトゥシアは以前と同じ議論で再び拒否した。ノイマンはコロニー開始以降の全死亡リストをカルトゥシアに示した。過去2年半の死者はたった3人（すべて労働災害）であるのに対し、マーカーの発見後65人が死亡していた。カルトゥシアは、それらのうち52人は自殺であり、手遅れになる前に作業を止めるためにカルトゥシアに再び嘆願するための言い訳であると軽蔑的に語った。カルトゥシアはもう既に手遅れだと答えた。石村が到着し、マティウス船長が作業を掌握したため彼が作業の中止を仮に臨んだとしてももはやそうする権限が彼にはなかった。 

### 第4話
第4話は、ノイマンとシャレロ医師が廊下を歩きながらマーカーが船に運ばれた後の状況について議論している場面から始まる。ノイマンは犯罪が減少したと述べた一方でシャレロは「スタッフのほぼ20％が精神的な問題を抱えている」と答えた。彼らが目的地に着くと、「もし彼女が治っていないのなら、（シャレロは）なぜ彼女を安全な部屋から連れ出したんだ？」と疑問を呈したノイマンに対し、シャレロは「彼女はもう危険ではないが、治癒にはほど遠い」と答えた。彼らはナタリア・デシノフが部屋の中にいることにすぐ気づいた。部屋に入った彼らにナタリアは「その警官は誰？」と尋ねる。ノイマンは、「（ナタリア）は狂人にしては少し元気があるようだ」と指摘した。シャレロは「彼女は移り変わる」と答えた。 
部屋から去った後、ノイマンは（ナタリアの部屋の）壁に書かれていたものについて尋ねた。シャレロはマーカーと接触した他の多くの人と共にそれらを見てきたことを指摘した。ノイマンはこれについて知りたがるだろう友人がいると言い、急いで去っていった。途中でキャメロン監督からノイマンに電話があり、再びメガベントで奇妙なエイリアンの成長物を発見したと伝えたが、今回は一つだけではなかった（壁全体を覆っていた）。キャメロンの助手のランバートは不眠症のために遅れて到着し、これが一晩でそこまで成長したのかと尋ねた。キャメロンは「そうだ。そして君は遅刻の埋め合わせにベントに降りてそれを焼やせ」と返事した。 
カルトゥシアはマーカーと遺体の状態について船長と話し、マーカーを乗せたシャトルが向かっており、殺人の犠牲者を乗せる2番目のシャトル、自殺者の遺体を乗せる3番目のシャトルが間もなく出発すると述べた。カルトゥシアはこれから行われる出来事に興奮していたが、コロニーは制御不能であり、彼の乗組員にコロニーと同じ狂気の影響を与えたくないとマティウスが指摘するため、自分が石村に加わらないことを知るだけだった。彼は、遺体が乗船したら船とプラネットサイドの間で飛行禁止命令を出すと言った。激怒したカルトゥシアは、マティウスが彼らを欲しいのなら、自身が出した命令を破り自分で彼らを手に入れろと言い遺体を船に運ぶことを拒否した。 
ノイマンはマーラを連れてナタリアの元を訪れる。ナタリアは「後戻りはできない、あなたはわかっていない」「死は答え」と取り留めもなくしゃべり続けていた。マーラは壁に書かれた全文章を見て唖然とした。 
ノイマンはカルトゥシアにメガベントのハブからの映像を見せて再び状況について警告した。彼は、1週間前にほんの小片しか存在していなかったそれが今ではハブ全体を覆っていると指摘し、この惑星に（初期の掃除で彼らがなぜか見落とした）敵対的なエイリアンの生命体が存在し、コロニーを汚染しているとしてカルトゥシアを説得しようとした。カルトゥシアは再び彼を完全に退け、予定通り惑星裂きは午前中に行われると語った。 
ノイマンがマーラの様子を見に来たところ、彼女は何かを書き留めておりマーカーが何であるかを知っていると確信し、それはマーカーがDNAに関係しているが、詳細について引き続き取り組んでいた。ノイマンが非常に残念がったのは、彼女は未だにマーカーに憑りつかれており、彼女が終わるまで立ち去ることを拒んだ。皆が準備を整えて、惑星を裂き始めた。そして命令が下され、開始時に閃光が発生し、コロニーが停電し、入植者はパニックに陥った。ノイマンはマーラとの接触を失い、制御装置に達することができません。シャレロは、そろそろ予備の発電機が起動するはずだと指摘しています。 彼はその後ケイティの幽霊を見つけ、彼女は彼に「時間がない、トム。 私はあなたに警告しようとした。もう手遅れよ」と伝えた。ノイマンが必死に群衆を通り抜けようとしている時、ナタリアは彼女の部屋を出て、キャメロンは通信の問題に気づき、ランバートに電話をかけるも応答はなかった。彼は調査と彼に寝るなと注意しに向かったが、奇妙なエイリアンの肉に彼の無線機を見つけた。再び彼に電話をかけると、大量のエイリアンの成長物が近くのベントから押し寄せ、彼を攻撃した。ノイマンはマーラのアパートに到着し、彼女は何が起こっているのか尋ねた。彼は何が起こっているのかについて悪い予感がするので、彼女に銃を手に入れるよう警告した。彼女は、停電時にマーカーについて何かに気付いたばかりだと言ったが、ノイマンは彼女を遮り本部に行って何が起こったのかを確かめる必要があると言った。 
カルトゥシアは死体安置所を訪れて自殺者の遺体を見舞い、彼らが他に参加できず、また別のチャンスがあるかどうかわからないことを謝罪した。明かりがやっと復旧するが、通信はまだ停止していた。 
ノイマンとマーラは本部に到着する。彼女は皆の居場所に疑問を呈しノイマンは彼らがまともならシャトル・ベイに向かっていることを望んでいた。司令部に入った彼らは、ジョーンズ、マッケイブ、司令官を含め全員が死んでいることに気づき恐怖に慄いた。彼は再びエイリアンの肉を見つけ、それがベントを通ってかなり速くここに着いていたことを指摘した。 
シャレロ医師は、集団パニックが起きており人々が死にかけていることを伝える助けを求める救難連絡を受けた。シャレロはホールから叫び声のような音が聞こえて電話を中断し、調査に向かい、最初は誰もいないことに戸惑ったが、その後ズタズタに裂かれた死体を見つける。 
ノイマンは死体の状態に愕然とし、マーラは死体に触れないよう警告した。彼は同意しMEに電話するべきだと言ったが、彼女は彼らが去る必要があると言った。彼女は再び、マーカーの模様の意味を知っており、模様は実際にはDNAを変更するための一連の指示であると指摘した。これが起こっている時に、死体安置所ではカルトゥシアは自殺者の遺体に彼らの時が来て、彼自身もそれを見るであろうと約束する。ノイマンは「DNAは歩き回って人を殺すことはない」と言ったが、彼女はDNAが組み換え型の場合は行えると指摘し（ノイマンを困惑させる）、癌やウイルスのように細胞レベルで遺伝子を変異させると説明する。カルトゥシアは、間もなく彼らは全員が上昇するだろうと遺体に語り掛けた。マーラは、この特定の組換えDNAが特定の標的ベクターを介してのみ広がるというマーカーの説明を続けた。これはノイマンを再び混乱させ、彼女は「壊死した肉体、ブラハム、死体に感染するのよ！」と大声で言った。死体安置所で、ネクロモーフが後ろから近づいてくる時にカルトゥシアは「アルトマンは称えられる」と言った。 

### 第5話
ストーリーは第4話の続きから始まる。ノイマンは、マーカーの状況とその機能について依然として混乱していた。「それが死体は変異させるのはわかったが、そもそも何が最初に彼らを殺したんだ？これ（成長物）か？」 と質問したノイマンにマーラはよくわからないと答えた。彼女は石村に連絡を取ろうとするが、運悪く通信はまだ停止していた。そして死体の1つが変異し始め、胸郭を独りでに裂き始めているように見えて2人は嫌悪感を覚えた。マーラは救難連絡を受け、初めは保留にしようとしたが、「...ここで死んじまう！俺達は攻撃されている！ 奴らが来ている…！」と発信者が大声で叫び、マーラは彼らを攻撃しているのが誰かなのか最初は混乱した。クリーチャーが動き始めたのを見たノイマンは、彼女の身を恐れてマーラを床へと押し倒したが、彼女はネクロモーフが彼女の後を追わずに再び繁殖しに別の死体へと向かっていったと指摘した。ノイマンはクリーチャーへの射撃を開始し、カルトゥシアとまた会ったときは彼を殺すと誓う。 
場面は遺体安置所に戻り、カルトゥシアは「準備ができた。私を連れていってくれ」と言った。そして、まるで命じられたかのようにネクロモーフは彼の胸部を突き刺して殺害した後、遺体安置所を離れて廊下へと向かった。ノースセクター3のB7通りに先ほどの救難連絡の発信者がおり、彼は「みんなここで死んじまう！俺達は攻撃されている！ 奴らがすぐに壁から出てくる！」と叫ぶが、ネクロモーフが彼を攻撃し通信は途絶える。 
ノイマンはクリーチャーを殺せたと初めは考えていたが新たに感染した死体がネクロモーフに変異していた。彼は新たなネクロモーフも撃つが、弾丸は効果がなかった。 マーラはひっくり返されたテーブルを使ってネクロモーフを壁に押さえつけるというアイデアを考え付いた。しかし、彼らは最初のネクロモーフがまだ生きており、別の死体に感染させていること、そして目の前のネクロモーフは思ったほど押さえこめていないことに気づいていた。ノイマンは斧をつかんでネクロモーフの頭を切り落とし死んだと考えたが、彼らは最初のネクロモーフが新たなネクロモーフを作り続けているため逃げることに決めた。彼はシャレロ博士に電話をかけたが連絡が取れなかった。ユニオンスクエアに向かい、全員をそこから出してシャトルベイに向かう必要があると主張するノイマンにマーラは飛行禁止令が出されており、マティウスが激怒すると指摘した。ノイマンは単に「今度は俺達はここに留まらないので、彼のあごに2つのボールを持っている」（Then I've got two balls for his chin, because we're not staying here）と応じた。 
シャレロと他の数人は、彼らで状況を把握しようと医学研究室へと走っていた。ある医師は助けを必要としている人々が（彼らがいると）期待する医学研究室にいる必要があると言い、シャレロはしぶしぶ同意する。 彼らは死体安置所に入り、シャレロは自殺者の遺体が全て消えているのを見て、シャレロの希望に反してカルトゥシアが彼らをここに置いていたと他の医師達に指摘した。シャレロは頭に滴りを感じると洗い流し始め、最初は水漏れだと信じていたが、天井からぶら下がっているネクロモーフを発見して恐怖に慄いた。そしてそのネクロモーフは彼の額を突き刺して殺害する。 
ユニオンスクエアでは、集団パニック状態の入植者が路面電車を待っていたが、到着した電車はすでに満員だった。車掌はこれ以上乗ると支えきれないと説得しようとするが、入植者は次が来る前に死んでしまうのではないかと心配していた。ナタリアは反対方向に向かっているのが見られたため、入植者の一人がそっちに行くのは君の責任であると指摘し、彼女は「ええ、そうでしょうね」と答えた。マーラとノイマンがユニオンスクエアに到着し、ノイマンは群衆を「整理」しようとするがマーラが止めた。彼女は、彼らが徒歩でシャトルベイに向かい、途中で彼らを助けるべきだと考えていた。車掌がついに彼らを遠ざけることができるので、路面電車は出発しようとしたが、彼は誰かが上に登っていることに気付いた。彼は彼らに降りるよう警告しようとしたが、それが人間ではないことに気づいた。群衆は以前よりもパニックになった。ネクロモーフが攻撃を始めたためノイマンは群衆に彼に従うように呼びかけた。 
レベル１のイーストセクター2では、ナタリアがエイリアンの肉と死体がはびこるホールをゆっくりと歩いている。その中には、穴やドアの後ろに潜み攻撃態勢を整えていた複数のネクロモーフがいた。ナタリアの運命はまだ明らかにされない。 
レベル6のサウスセクター4では、ノイマンとマーラがユニオンスクエアから生き残った入植者を率いていた。そのうちの一人が「あれは一体何なんだ？」と尋ね、ノイマンは「俺が言ってもあんたは信じないだろう」と答えた。最初は入植者は怒って答えたが、ノイマンは彼らが敵対的であり、弾丸は効果がないと彼に言った。彼らは閉じたドアに近づいたがノイマンは開けなかった。マーラが閉じたドアを調べている間に他の入植者は他の道を見つけるように求めたが、他の唯一の道は徒歩で2時間かかるためノイマンはその案を無視した。しかしドアが開いたときになって2時間の案の方が彼らにとってよかったようだった。ドアの向こうの部屋には死体が散乱しており、小型のネクロモーフが感染させるために動き回っていた。ノイマンは、クリーチャーはすでに死体で忙しくて彼らに構えないため静かに素早く行けば安全に移動できると言ったが、化物が死体を「食べている」光景を目撃したため入植者はそうするのを恐れた。入植者の一人が見覚えがある人を救うために、生き物を蹴って死体から追い払ったが、死体がすでに感染していることに気づいた。体は変異しており、看護師はそれが何であるか尋ねた。マーラは単に「あれは私達にはもう時間切れというサインよ。走って！」と答えた。 

### 第6話
最終話は、感染した死体を調べていた入植者がネクロモーフに変異した感染者に突き刺されたところから始まる。マーラとノイマンは入植者グループを率いてネクロモーフから離れるが、入植者の多くは脱出の際に虐殺された。ドアを通り抜ける際に銃を引き抜いたノイマンにマーラは銃を撃っても効果がないことを思い出させた。彼は「誰が奴らを撃つと言ったんだ？ 」と言い、酸素タンクの棚を狙ってドアが閉じる際にそれらを撃ち、大爆発を引き起こした。ノイマンとマーラは生存者と一緒にシャトルベイのドアに辿り着き、生存者の一人はすべてがユニトロジストのせいであると不満を言った。マーラがドアを開けると、大群衆が残り少ないシャトルに必死に乗り込もうとしていた。場面はナタリア・デシノフに切り替わり、彼女はまだホールを歩いており、マーカーの記号を血で壁に書いていた。 
場面がシャトルベイに戻ると、マーラはシャトルが5機しか残っていないこと、そして彼らがより多くの乗客のために戻ってくるのにおそらく往復で30分かかることを言う。別のシャトルがより多くの乗客を乗せて離陸し、搭乗中にパイロットと乗客は乗客の有効荷重の超過について言い争いを始めた。ノイマンは、搭乗人数が多すぎることでシャトルが前後に揺れ始めていることに気づき、パイロットと乗客が争い出した結果パイロットがノックアウトされ、シャトルが制御を失った。シャトルはすぐに落下して発射ベイに激突し、発射ベイと他の殆どのシャトルを破壊した。ノイマンと入植者は苛立ちを露わにするが、マーラはノイマンに主要通信塔から石村へのより良い通信信号を得られるかもしれないと示唆した。ノイマンは歩くには距離が長すぎると言って彼女を思いとどまらせようとしたが、彼女は拒否し、彼らは信号を取得しに発射ベイを離れた。その後、場面が再びナタリアに切り替わり、崖の端（おそらく惑星裂きの場所）に来た彼女はその眺めに驚き、「準備ができた。私を一つにして」と言い残し崖から飛び降りて自殺した。 
一方、マーラとノイマンは通信塔に向かい、マーラは通信塔に常勤スタッフはいないと彼に言ったが、奇妙なことに彼らは内部のドアが開いているのを発見した。ノイマンは自分達より前に何かが中に入ったかもしれないと言った。物語の前半からの成長物の多くが部屋に蔓延っており、ノイマンは端末を見つけるようにマーラに促した。その後、彼女はオレンジのような成長物が電力を遮断したかもしれず、電力を再ルーティングしなければならないと言ってストレスをためていった。ノイマンは「君は天才だ、わかってるだろ？」と言い彼女を落ち着かせた。彼らは電力室からの騒音によって邪魔され、すぐにその内部では非常に多くの成長物があり、多くのネクロモーフもいることが分かった。ノイマンは、死んだ相棒のベラ・コルテスの体が成長物から突き出ているのを見てすぐに集中力を失ってしまった。部屋のネクロモーフが近づき始め、マーラは彼塔に向かい、マーラは通信塔に常勤スタッフはいないと彼に言ったが、奇妙なことに彼らは内部のドアが開いているのを発見した。ノイマンは自分達より前に何かが中に入ったかもしれないと言った。物語の前半からの成長物の多くが部屋に蔓延っており、ノイマンは端末を見つけるようにマーラに促した。その後、彼女はオレンジのような成長物が電力を遮断したかもしれず、電力を再ルーティングしなければならないと言ってストレスをためていった。ノイマンは「君は天才だ、わかってるだろ？」と言い彼女を落ち着かせた。彼らは電力室からの騒音によって邪魔され、すぐにその内部では非常に多くの成長物があり、多くのネクロモーフもいることが分かった。ノイマンは、死んだ相棒のベラ・コルテスの体が成長物から突き出ているのを見てすぐに集中力を失ってしまった。部屋のネクロモーフが近づき始め、マーラは彼の気を取り直させた。ノイマンは急いで引き返しドアを通り抜けるも真後ろにいたマーラがネクロモーフに打ち倒された。彼女は立ち上がって走ろうとしたが、背後から胸を突き刺された。瀕死のマーラがドアの閉じるボタンを押したことでノイマンは救われるが、彼女はネクロモーフに引き裂かれてしまう。 
ノイマンの死が近づくにつれ、場面は1話の彼のセキュリティ映像ログに画面が変わる。彼は、この映像ログを作成する12時間前にマーラが亡くなり、最後の6時間は別の生命の兆候を見なかったと言った。彼はそれから（狂ったようににやにやと笑い）「隠れ家には無神論者はいないと奴らが言った？この後、他の方法と同じようになる」（They say there are no Atheists in foxholes? Well after this, it's more like the other way around）と語った。その後、彼は（後に）このログを見つけるかもしれない人に対して「俺を探しに来るな。見つけたものが気に入らないだろうからな」と言いログを残して立ち去りコミックシリーズは完結する。 

### Dead Space: Extraction
これは、『Dead Space』の前日譚となるWii用ゲーム『Dead Space：Extraction』に付属する読み切りのエピソードである。時系列的にはアイザックが石村に到着する前に起きた出来事であり、ネクロモーフから生き残ろうとするニコル・ブレナンを中心に展開する。 

## キャラクター
- P-SEC（Planetside Security、プラネットサイド・セキュリティ）- 地方コロニーの法執行機関。

### 主なキャラクター
- エイブラハム・ノイマン巡査部長（Sergeant Abraham Neumann） - 本作の主人公でP-SECの忠実な捜査官。普段彼は同僚から「ブラハム」（Braham）と呼ばれている。彼は腹を立てる程ユニトロジーに強く反発しており、彼の友人と相棒がユニトロジストであることをやや皮肉っている。彼はユニトロジーの信仰のために彼の妻を失ったと語っている。彼と親しい人全員を失い、すぐに他の全員との接触を失った後、彼はシリーズの終わりまでに狂気の危機に瀕しているようであった。記録していた映像ログから立ち去る姿が彼の最後の登場であり、恐らくその後死亡する。 ゲームでは、アイザック・クラークは、5話でシャトルが激突した後にノイマンが作成したメッセージの音声の抜粋を発見する。プレイヤーは音声ログを聞いた後、「Neumann is dead...」（ノイマンは死んだ・・・）というささやき声をランダムに聞くことができる。
- トム・シャレロ医師（Dr. Tom Sciarello） - 地元コロニーの医師。無神論者であり、死んだ友人のビジョンの経験を含む劇中での出来事に非常に混乱している。第5話では、死体安置所の天井にぶら下がっていたネクロモーフに額を突き刺された。石村で見つかった音声記録では、医療スタッフの一人が乗組員に生じた精神異常の状況を、コロニーでシャレロが直面しているものと比較している。
- ハンフォード・カルトゥシア（Hanford Carthusia） - コロニーの管理者で第三世代のユニトロジスト。ノイマンの捜査において常に悩みの種であった彼は、第4話の終わりにネクロモーフが背後から彼に近づき、第5話でカルトゥシアはネクロモーフに胸を突き刺されることを許した。
- ネクロモーフ（Necromorph） - Dead Spaceシリーズの主な敵であり、ゼロ話まで登場しない（ただし、正式には4話の最後まで登場しない）。それらの正確な起源は不明であるか、少なくとも明らかにされていない。ネクロモーフは複数の形態が存在するが、アニメーションコミックでは2種類しか登場しない。マーラによると、マーカーには実際には組換えDNAのコードである一連の彫刻があり、宿主が死んだら細胞レベルで遺伝子を変異させる。最も長くマーカーに暴露していた自殺者が第一の標的となり、惑星裂きの直後に変異して徘徊し始めた。ネクロモーフは人間（および場合によっては他の知覚的存在）を攻撃して殺害した後、辺りを這い回る別種のネクロモーフに感染させるために死体を放置する。変異後、身体が裂け、犠牲者を突き刺して引き裂くために使用される追加の肢を成長させる。第5話で見られたように、ネクロモーフは弾丸の影響をあまり受けないため切断する武器を使用する必要性が明白になり、ノイマンは斧を用いた（しかし、化物の頭を切断した際に単に化物を気絶させただけの可能性もあり、ゲームデザイナーによると首を切り落とすことはしばしば彼らを殺すのに十分ではなく、おそらく彼らの攻撃は更に狂暴化するだけであるが、ノイマンのケースではひっくり返したテーブルに閉じ込めていたため抑えられていた）。コロニーのいくつかの場所、特にメガベントで発見されたエイリアンの肉体は、ゲームでハイブマインドの一部であることが判明したネクロモーフと何らかの関係があるとみられる。

### サブキャラクター
- ベラ・コルテス刑事（Detective Vera Cortez） - ノイマンの相棒であり、劇中の架空の宗教ユニトロジーの実践者。彼女は不眠症を発症し、ついにはますます情緒不安定になり他のユニトロジストとの集団自殺に参加した。6話目で通信塔にたどり着いたノイマンは恐ろしいことに、ネクロモーフの肉体の一部として彼女をもう一度見る事になった。
- ディーキン・アボット（Deakin Abbot） - 一流のC.E.C.エンジニアであり、上級ユニトロジスト。彼は奇妙なビジョンを最初に経験し集団自殺を主導した。
- ジェン・バロー（Jen Barrow） - マーカーを発見した採掘チームのリーダー。後に彼女は自殺するが、彼女の夫コリン・バローが妻の亡骸と（機内に潜み込んだ）インフェクターと共にシャトルでコロニーから石村に向かったことで石村にネクロモーフの大流行を引き起こした。
- ナタリア・デシャノフ（Natalia Deshyanov） - マーカーを保護するために派遣されたチームのリーダー。彼女は、自身の命を犠牲にしてもマーカーを保護するための熱狂的な献身を展開する。彼女は後に保護拘置される。第6話の終わりに「準備ができた。私を一つにして」と言い残し崖から飛び降り自殺する。
- マティウス船長（Captain Matthius） - 石村の船長。彼はカルトゥシアと頻繁に連絡を取り、コロニー到着時に石村に死体を届けることを要求していた。コミック完結時点での彼の運命は知られていないが、ネクロモーフの感染がまだ石村に広がっていなかったため、おそらく生きている。彼の最後の登場は第4話であり、ビデオ通信を介してカルトゥシアと話をしている。彼の死はDead Spaceシリーズで2度描写されている。一度目は映像ログと『Dead Space：Downfall』で見られたようにせん妄の症状を呈したマティウスに鎮静剤を投与しようとしたカイン医師が誤って彼を殺害してしまった。死後、ネクロモーフに変異したマティウス船長は『Dead Space』で最初のエンハンスドスラッシャー（強化型スラッシャー）として登場し、マティウスのRIGを探していたアイザックに殺される。
- キャメロン監督（Supervisor Cameron） - コロニーの「メガベント」（megavents）で働く技術者。彼は換気システムに付着していた奇妙なエイリアンの腫瘍を発見し、それについてノイマンに警告した。彼は後に攻撃を受け、おそらくネクロモーフに殺された。
- マーラ（Marla） - P-SECの頼れる少女。彼女とノイマンは交際関係にあることが暗示されている。彼女はユニトロジー、より具体的にはマーカーに興味を持っている。彼女は、マーカーの模様がDNAのコードであり、死体に感染しそれらを変異させていると考えた。シャトルが破壊された後の6話目では、彼女は石村に無線で助けを求める計画を思い付き、通信塔へと向かうことで通信の問題を回避しようとしたが、通信塔に到達した彼女は、おそらくエイリアンの肉が通信の不調であるかもしれないことが判明し、彼女の仕事が10倍困難になった。開いたドアを調査している際に彼女はネクロモーフに襲われて死亡する。
- ケイティ（Katie） - トムの助手を務める看護師。彼女は空電切断ビームによって殺され、後にトムのビジョンに現れる。彼女はトムとノイマンに彼らが遭遇する差し迫った破滅について警告する。
- ジェリー（Jerry）- ナタリアのチームメンバー。彼の運命は不明であるが、コロニーの他の入植者と同様に殺された蓋然性が高い。
- ジョーンズ（Jones）とマッケイブ（McCabe）- 同僚のP-SEC諜報員。彼らは4話目の終わりまでに殺され、感染する。

## ノート
1. ↑  Wizard Q&A Archived 2008-05-10 at the Wayback Machine., Wizard, March 5, 2008
2. ↑  “EA : Dead Space : Language Selector”. 2010年7月4日時点のオリジナルよりアーカイブ。2008年6月24日閲覧。
3. ↑  http://www.antonyjohnston.com/titles/deadspaceextractioncomic/

## 参照資料
- Dead Space - Grand Comics Database
- Dead Space - Comic Book DB